# Катанья
Энрике Гедес да Силва (порт.-браз. и исп. Henrique Guedes da Silva; известный как Катанья (Catanha); род. 1972) — испанский футболист бразильского происхождения, имеет опыт выступления за национальную сборную, нападающий.

## Биография
Катанья начал заниматься футболом в детской команде бразильского «Флуминенсе». В 18 лет заключил контракт с «Сан-Кристован». После последовал переезд в Португалию в клуб «Белененсеш», в котором забил 12 мячей в 13 играх. Потом были испанские «Саламанка», «Леганес» и «Малага», которая стала в 1999 году чемпионом второй испанской лиги и вышла в Примеру. В следующем сезоне Катанья забил 24 гола в 33 матчах и стал вторым бомбардиром чемпионата. В межсезонье форварда купила за 11,3 млн долларов «Сельта».
Катанья принял подданство Испании и сыграл три матча за её сборную.
В 2004 году перешёл в самарские «Крылья», став одним из самых именитых легионеров в истории клуба. Но с партнёрами у него игра не заладилась, и вскоре он был переведён в запас, а затем в дубль.
2 июня 2004 года сыграл за сборную легионеров чемпионата России.
В испанской Примере Катанья сыграл 132 игры и забил 64 гола.